# 구자형
구자형(具滋亨, 1965년 3월 21일 ~ )은 대한민국의 성우로, 1992년 한국방송 성우극회 공채 23기로 입사했다.

## 출연 작품

### TV 애니메이션
1992년
- 미소녀 전사 세일러문 (네프라이트, 쿤차이트, 우라와 료)
- 전설의 용사 다간 (비올레체)

1993년
- 미소녀 전사 세일러문R (프린스 데먼드, 에일, 루베우스)
- 용자특급 마이트가인 (퍼플, 배틀 범버, 친자 루스, 라이벌 죠)

1994년
- 미소녀 전사 세일러문S (토모에 소이치)
- 셰익스피어 명작만화 겨울이야기 (포릭서니스)
- 아미테이지 더 서드 (크리스)

1995년
- 슬레이어즈 (브루무군)
- 신기동전기 건담 W (젝스 마키스)
- 신비한 세계 엘하자드 TV 1기 (미즈하라 마코토)
- 공상과학세계 걸리버보이 (에로이카)

1996년
- 바람의 검심 : 메이지 검객 낭만담 (비촌 켄신(히무라 켄신))
- 명탐정 코난 (하인성(핫토리 헤이지))
- 슬레이어즈 넥스트 (수신관 제로스)
- 하늘의 용사 스카이서퍼 (브래드)

1997년
- 슬레이어즈 트라이 (제로스)
- 초특급 히카리안 (히카리)
- 포켓몬스터 (웅, 야마토, 코자부로)
- 마하 고고

1998년
- 아울 (짐 하이어트)
- 그와 그녀의 사정 (타케후미 토나미)
- 카우보이 비밥 (스파이크 스피겔)
- 바사라 (자키)
- 스피드왕 번개 (조갑득)
- 슬램 덩크 (정대만)
- 로도스도 전기-영웅기사전- (판)
- 꼬꼬마 텔레토비 (해설)
- 바이오캅 윙고 (다칸)
- 뱀파이어 헌터 OVA (도노반)
- 생쥐의 세계여행 (가스통)
- 잠의 요정 나일러스 (노먼, 버트)

1999년
- 선계전 봉신연의 (양전)
- 열려라 세서미 스트리트 (오스카)
- 태양의 기사 피코 (레오(나중))

2000년
- 이누야샤 (미로쿠/미륵)
- 하얀마음 백구 (백구)
- 유희왕 듀얼몬스터즈 (무토우 유우기[아템])
- 트랙시티
- 접속 트윕시 (닉)

2001년
- 레이브 (무지카, 소레이유)
- 사이버 영혼 바스토프 레몬 (베베파우)
- 사랑해 클리포드 (클리포드)
- 레카 (크리스, 가가)

2002년
- NARUTO-나루토- (우치하 이타치)
- 듀얼 마스터즈 (나이트)
- 파워포스레인저 (콜(레드 라이온))
- 올림포스 가디언 (하데스)

2003년
- 에어마스터 (사카모토 줄리에타)
- 크르노 크루세이드 (유안 레밍턴)
- 뽀롱뽀롱 뽀로로 (내레이션, 고래)
- 범퍼킹 재퍼 (고래 & 베레)
- 춤추는 빅베어 (빅베어)

2004년
- 구슬대전 배틀 비드맨 (알마다 엔주)
- 오늘부터 마왕! (폰 크라이스트 경 군터)
- 음양대전기 (오가미 마사오미 & 청룡의 키바치요)
- 택틱스 (하루카)
- 몬스터 (겐조 덴마)
- 고스트 바둑왕 (좌랑)

2005년
- GUN×SWORD (반)
- 눈의 여왕 (라기)
- B-전설 배틀 비다맨 염혼 (알마다 '엔쥬)
- 오늘부터 마왕! 2기 시리즈 (폰 크라이스트 경 군터)
- 바질리스크~코우가인법첩~ (코우가 겐노스케)
- 파라다이스 키스 (코이즈미 죠지)
- 트리니티 블러드 (아벨 나이트로드)
- 츠바사 크로니클 (세시로)
- 뽀롱뽀롱 뽀로로 (공룡 로봇, 요리사 로봇)
- 출동! 소방관 샘 (샘)

2006년
- 은혼 (사카타 긴토키)
- 나나 (타카기 야스시)
- 데스노트 (레이 펜버)
- 바텐더 (사사쿠라 류)
- 소년 음양사 (아베노 세이메이)
- 명탐정 코난 (하인성)
- 만능 수리공 매니 (매니)
- 듀얼 마스터즈 (나이트)
- 금색의 코르다 (츠치우라 료타로)

2007년
- NARUTO-나루토- 질풍전 (우치하 이타치)
- 블리치 (아이젠 소스케)

2009년
- 뽀롱뽀롱 뽀로로 (통통이, 예티)

2011년
- 트랜스포머 프라임 (메가트론)

2012년
- 스켓 댄스 (사카타 긴토키)
- 토리코 (코코)

2013년
- 마기 (우고, 가정교사)
- 벨제바브 (오가)
- 토리코X원피스 : 최강의 콤비 (코코)
- 베베데빌

2016년
- 닌자고 (양 사부)

2017년
- 뽀롱뽀롱 뽀로로 NEW (내레이션, 산타)

2018년 ~ 2019년
- 또봇 V (트롤, 마스터 V)
- 벅스봇 이그니션 (카로스)
- 쥐라기캅스 (쥬라킹)
- 헬로 카봇 유니버스 (유니크루저)

기타
- 건스워드 (반)
- 파이어 엠블럼 (드가)
- 동물수비대 딩키다이스 (레니, 사스카치)
- 와일드 캣츠 (스파르탄)
- 프란체스코의 아름다운 세상 (프란체스코)
- 뽀빠이 (노노씨)
- 출동! 메가트레인 (쌩쌩이)
- 스팟과 함께 배워요 (내레이션, 노래, 스팟, 스팟 엄마, 스티브, 헬렌, 톰)
- 불타 재탄 (소라노)
- 안전가족 (강선봉, 영호)

### 극장판 애니메이션
- 나루토 질풍전: 숙명의 재회 - 우치하 이타치
- 극장판 유희왕 더 다크 사이드 오브 디멘션즈 - 어둠의 유희
- 밀림의 왕자 레오 스페셜(정글대제 1997년 극장판) - 레오
- 철인사천왕 - 아나운서
- 블랙잭 - 어둠의 의사(KBS) - 블랙잭
- 점박이:한반도의 공룡 3D - 어른 점박이
- 뽀로로 극장판 슈퍼썰매 대모험 - 백호
- 토리코 극장판 : 출발! 구르메 어드벤처(카툰네트워크) - 해설 / 유사
- 토리코 극장판 : 미식신의 스페셜메뉴(MOVIE) - 코코 / 이치류 / 해설
- 명탐정 코난: 수평선상의 음모(MOVIE) (오은석(시나리오 작가))
- 스피릿 - 스피릿
- 극장판 헬로 카봇: 달나라를 구해줘! - 유니크루저
- 와일드 로봇 - 롱넥

### 특수촬영 드라마
- 파워레인저 레스큐 (투니버스) - 카터(레드 레인저) 역

### 외화

#### 전담 배우
덴절 워싱턴 작품
- 리멤버 타이탄 (KBS) - 분
- 허리케인 카터 (KBS) - 루빈 카터
- 필라델피아 (KBS) - 조 밀러
- 말콤X (KBS) - 말콤X
- 존 큐 (KBS) -  존 큐
- 프리쳐스 와이프 (KBS) - 더들리

존 큐잭 작품
- 콘 에어 (KBS) - 빈스 라킨
- 동창회 대소동 (KBS) - 마틴 블랭크
- 화성아이, 지구아빠 (KBS) - 데이빗
- 사랑도 리콜이 되나요 (KBS) - 로브
- 아메리칸 스윗하트 (KBS) - 에디
- 존 말코비치 되기 (KBS) - 크레이그 슈바르트
- 아나스타샤 (KBS) - 드미트리

키아누 리브스 작품
- 엑설런트 어드벤처 (SBS) - 테드
- 스피드 (KBS/SBS) - 잭
- 리틀 부다 (KBS/SBS) - 싯다르타
- 구름 속의 산책 (SBS) - 폴 슈턴
- 체인 리액션 (SBS) - 에디
- 데블스 에드버킷 (KBS) - 케빈 로맥스
- 매트릭스 (SBS) - 네오
- 매트릭스 2: 리로디드 (SBS) - 네오
- 매트릭스 3: 레볼루션 (SBS) - 네오
- 애니매트릭스 (SBS) - 네오
- 스위트 노벰버 (SBS) - 넬슨 모스
- 사랑할 때 버려야 할 아까운 것들 (SBS) - 줄리언
- 콘스탄틴 (SBS) - 존 콘스탄틴

여명 작품
- 첨밀밀 (KBS) - 여소군
- 8인: 최후의 결사단 (KBS) - 유욱백
- 쌍웅 (KBS) - 여상정
- 무간도3 : 종극무간 (KBS) - 양금영
- 칠검 (KBS) - 양운총
- 신투차세대 (KBS) - 맥
- 타락천사 (KBS) - 황지명

벤 에플렉 작품
- 아마겟돈 (KBS) - 프로스트
- 굿 윌 헌팅 (KBS) - 처키
- 보일러 룸 (KBS) - 짐 영

#### 드라마
- 폴링스카이 (KBS) - 탐 메이슨(노아 와일) 역
- 닥터 지마스 (텔레노벨라) - 지마스 역
- 미스트리스 - 위험한 연인들 (KBS) - 해리(라자 재프리) 역
- 데미지 (KBS) - 데이비드(노아 빈) 역
- 마법사 멀린 (KBS) - 랜슬롯 역
- 어글리 베티 (KBS) - 데니얼 미드(에릭 마비우스)
- 나노인간 제이크 (KBS) - 제이크(크리스토프 고럼) 역
- 지구용사 벡터맨 (KBS) - 벡터맨 베어(김혁(1기)) 역
- 아라비안 나이트 (TBC) - 샤리아르 역
- 베이사이드 얄개들2 (SBS) - 토미 역
- 스필버그의 어메이징 스토리 (KBS) - 스테틱(키퍼 서덜랜드) 역
- 위기의 주부들 (KBS) - 마이크 델피노(제임스 덴턴) 역
- 오우삼의 미션 특급 (KBS) - 맥 램지(이반 세르게이)
- 죄와 벌 (MBC)

#### 영화
- 헤라클레스 (KBS) - 헤라클레스 (케빈 소보)
- 이탈리안 잡 (MBC) - 찰리 (마크 월버그)
- 커럽터 (SBS) - 대니 월러스 (마크 월버그)
- 웰컴 투 사라예보 (KBS) - 핸더슨 (스티븐 딜레인)
- 러브 스토리 (KBS) - 올리버 (라이언 오닐)
- 늑대의 제국 (KBS) - 폴 (조셀린 퀴브린)
- 타인의 삶 (MBC) - 라즐로, 게오르그 드라이만 (제바스티안 코흐)
- 뮌헨 (KBS) - 아브너 (에릭 바나)
- 더 도어 (KBS) - 다비드 (마스 미켈센)
- 보이스 앤 걸스 (KBS) - 라이언 (프레디 프린즈 주니어)
- 보이즈 게임 (KBS) - 도니 로즈 (로시프 서더랜드)
- 캔디데이트 (KBS) - 요나스 벡만 (니콜라이 리 카스)
- 피아니스트 (MBC) - 스필먼 (에이드리언 브로디)
- 버티칼 리미트 (MBC) - 피터 (크리스 오도널)
- 천녀유혼3 (SBS, MBC) - 십방 (량차오웨이)
- 매치스틱 맨 (SBS) - 프랭크 (샘 록웰)
- 이프 온 리 (KBS) - 이언 (폴 니컬스)
- 애딕티드 러브 (SBS) - 샘 (매슈 브로더릭)
- 화소도 (SBS) - 황하위 (양가휘)
- 일곱가지 유혹 (SBS) -엘리엇 리처즈 (브랜든 프레이저)
- 더 바디 (SBS) - 구티에레스 신부 (안토니오 반데라스)
- 영웅본색 3 (SBS) - 아민 (양가휘)
- 터미널 스피드 (SBS) - 디치 브로디 (찰리 신)
- 위대한 사랑 (SBS) - 조지 (마이클 랜디스)
- 쉬즈 올 댓 (KBS) - 잭 사일러 (프레디 프린즈 주니어)
- 기사 윌리엄 (KBS) - 윌리엄 (히스 레저)
- 하비와 밥이 만났을 때 (KBS) - 밥 겔도프
- 조지 오브 정글 (KBS) - 조지 (브렌던 프레이저)
- 인 어 베러 월드 (KBS) - 안톤 (미카엘 페르스브란트)
- 투 타이어드 투 다이 (SBS) - 켄지 (카네시로 타케시)
- 라벤더 (KBS) - 마이클 (카네시로 타케시)
- 베리 배드 씽 (KBS) - 카일 피셔(존 패브로)
- 다운 투 유 (프레디 프린즈 주니어, SBS)
- 리노의 하룻밤 (SBS) - 로이 커켄달 (패트릭 스웨이지)
- 풀 프루프 (SBS) - 케빈 (라이언 레이놀즈)
- 카틴 (KBS) - 안제이 (안제이 키라)
- 어페어 오브 더 넥클리스 (SBS) - 르토 드 빌레 (사이먼 베이커)
- 로미오 머스트 다이 (SBS) - 카이 (러셀 왕)
- 드리븐 (SBS) - 지미 블라이 (킵 파듀)
- 뉴욕 아이 러브 유 (KBS) - 거스 (브래들리 쿠퍼), 작업남(이선 호크)
- 브리짓 존스의 일기 (KBS) - 대니얼 (휴 그랜트)
- 대단한 유혹 (KBS) - 크리스토퍼 루이스 (다비드 부탱)
- 숀 코너리의 함정 (KBS) - 바비 얼 (블레이 언더우드)
- 퍼햅스 러브 (KBS) - 몬티 (지진희)
- 미트 페어런츠 (KBS) - 그레그 퍼커 (벤 스틸러)
- 이완 맥그리거의 인질 (KBS) - 로버트 루이스 (이완 맥그리거)
- 브랜단 & 트루디 (KBS) - 브랜던 (피터 맥도널드)
- 신용문객잔 (KBS) - 주회안 (양가휘)
- 엑스페리먼트 (KBS) - 타렉 (모리츠 블라입트로이)
- 15분 (KBS) - 조디 (에드워드 번즈)
- 비바 라스베이거스 (KBS) - 럭키 잭슨 (엘비스 프레슬리)
- 세븐 (MBC) - 데이비드 밀스 (브래드 피트)
- 파이트 클럽 (MBC) - 잭 (에드워드 노턴)
- 하와이, 오슬로 (KBS) - 비다 (트론드 에스펜 자임)
- 파인딩 포레스터 (SBS) - 자말 월러스 (로버트 브라운)
- 딜리버리 (KBS) - 알프레드 (페자 반 휴에트)
- 줄리아 로버츠의 사랑 게임 (SBS) - 에디 (데니스 퀘이드)
- 백발마녀전2 (KBS) - 봉준걸 (천진훙)
- 프라이멀 피어 (KBS) - 아론 스탬플러(에드워드 노튼)
- 올랜도 (KBS) - 칸 (로테어 블뤼토)
- 내 남자친구의 결혼식 (KBS) - 조지 (루퍼트 에버렛)
- 에너미 오브 스테이트 (KBS) - 크록 (제이크 부시)
- 쇼생크 탈출 (KBS) - 토미 (길 벨로스)
- 늑대의 후예들 (KBS) - 마니 (마크 다카스코스)
- 씬 레드 라인 (MBC) - 위트 이병 (짐 캐비즐)
- 웰컴 미스터 맥도날드 (KBS) - 구도 (카라사와 토시야키)
- 어거스트 러시 (KBS) - 루이스 (조너선 리스 마이어스)
- 라 비 앙 로즈 (KBS) - 마르셀 (장피에르 마르탱)
- 미트 페어런츠 2 (KBS) - 그레그 (벤 스틸러)
- 포레스트 검프 (KBS) - 엘비스 프레슬리 (커트 러셀) / 케네디 대통령(제드 길린) / 웨슬리(제프리 블레이크)
- 드라큘라 2000 (KBS) - 사이먼 (조니 리 밀러)
- 비련의 신부 (KBS) - 쿠키 (크리스토프 브루노)
- 데이비드를 찾아서 (EBS) - 빌 디턴 (제프리 노들링)
- 사랑의 마을 에버우드 (EBS) - 에프렘 브라운 (그레고리 스미스)
- 아티카 (KBS) - 마이클 스미스 (카일 맥라클란)
- 졸업 (KBS) - 톰 (데이비드 시머)
- 화중선 (SBS) - 기아
- 맨스필드 파크 (KBS) - 에드먼드 (조니 리 밀러)
- 더티 해리3 (KBS) - 악당 대장
- 마피아의 아내 (KBS) - 마이크 (매슈 모딘)
- 슈퍼걸 (KBS) - 이턴 (하트 보크너)
- 아이 엠 러브(채널 A) - 안토니오(에도아도 가브리엘리니)
- 개구쟁이 스머프 - 해설자 스머프
- 라이언하트(KBS) - 배 선원(류 홉슨)
- 신 철마류 (KBS) - 홍콩 경찰
- 일급 살인 (KBS) - TV 방송 중계(로버트 리)
- 그들만의 리그 (KBS) - 밥 힌슨(빌 풀먼)
- 비각칠 2 (SBS) - 아동(원표)
- 강호영웅(KBS) - 노장(얼퉁성)
- 야마카시 (KBS) - 아스민 뱅상(마허 카몬)
- 루니 툰: 백 인 액션 - 디제이 드레이크(브렌든 프레이저)
- 당산대형 (SBS) - 사장의 아들(유영)
- 덤 앤 더머 (SBS) - 바바리 남(프레드 스톨러)
- 이연걸의 탈출 (SBS) - 테러범(진석)
- 스트라이킹 디스턴스(KBS) - 대니(톰 시즈모어)
- 아수라(SBS) - 공작(원표)
- 구두가 발에 맞는다면 (SBS) - 운전자(라이넬 베일리)
- 허비 - 몬테카를로에 가다 (KBS) - 경기 중계 해설(조니 헤이머)
- 스파이 대소동 (KBS) - 밥(제임스 도턴) / 길 박사(로버트 페인터)
- 이터널스 - 아리솀(데이비드 케이)
- 메이저 리그2 (SBS)
- 컴퓨터 용사 트론 (KBS)
- 시스터 액트 2 (KBS)
- 세가지 색 레드 (KBS)
- 마틴 신의 유죄추정 (SBS)
- 맘보 킹 (KBS)
- 회색의 그늘 (SBS)
- 끝없는 사랑 (KBS)
- 맨 오브 오너 (SBS)
- 서극의 도 (SBS)
- 스티븐 킹의 일리언 (SBS)
- 모스트 원티드 (KBS)
- 뉴욕 뉴욕 (KBS)

### 내레이션
- TV문화지대(KBS)
- 실화극장 죄와 벌(MBC)
- 무비매직(OCN)
- 행복한 책 읽기(MBC)
- 장터기행(KTV)
- KBS 환경스페셜
- KBS 스페셜
- 꼬꼬마 텔레토비(KBS)
- 뽀롱뽀롱 뽀로로(EBS)
- 남도 대발견(광주MBC)
- 10년 후, 우리는 무엇으로 먹고 살것인가? 2부(SBS)
- 세계유산 울릉도(대구MBC)
- 해신(KBS)
- 경이로운 지구 (KBS)
- 전북人 이야기(JTV)
- 철의 문명사 스틸루트(MBC)
- 지구대비행(KBS)
- SNL 코리아(tvN)(여의도 텔레토비)
- 빌 아저씨의 과학 이야기 (EBS)
- MBC 스페셜 (MBC)

### 라디오 드라마

#### KBS
소설극장 (KBS 3라디오)
- 2014.09.13 ~ 2014.11.10 정유정 <28> (해설)

라디오 극장 (KBS 한민족 방송)
- 2013.03.01 ~ 2013.03.31 최일남 <그리고 흔들리는 배> (해설)

라디오 독서실 (KBS 2라디오)
- 2000.04.02 이제하 <풍경의 내부> (나 / 해설)
- 2001.12.30 김중미 <괭이부리말 아이들> (영호)
- 2002.06.02 정길연 <그 여자, 무희> (정명)
- 2004.02.29 곽재구 <낙타 풀의 사랑> (해설)
- 2004.08.01 정미경 <달은 스스로 빛나지 않는다> (승우)
- 2005.01.23 김민정 <빛이 스며든 자리> (남자 / 해설)
- 2007.08.19 공선옥 <폐경전야> (선배)
- 2008.03.16 우애령 <아직도 사랑하는가> (해설)
- 2008.11.30 이문열 <금시조> (고죽)
- 2009.09.13 윤후명 <별을 사랑하는 마음으로> (나 / 해설)
- 2010.03.07 현덕의 <나비를 잡는 아버지>, <포도와 구슬> (해설)
- 2010.11.28 성석제 <인간적이다> (나 / 해설)
- 2012.01.22 안숙경 <삼각조르기> (나 / 해설)
- 2013.02.17 김애란 <침묵의 미래> (해설)
- 2013.06.30 박민규 <아...르무...리...오> (해설)

KBS 무대 (KBS 한민족 방송)
- 2000.02.27 축! 이혼기념일 (동규)
- 2000.09.17 한 여름밤의 꿈 (김인호)
- 2002.01.06 우리들의 천사가 온다 (정)
- 2002.02.03 나는 지금 705호 여자를 만나러 가야 한다 (박기자)
- 2002.03.24 마지막 소포 (이민우)
- 2002.06.16 탄생일기 (정명우)
- 2002.07.28 딩고와 잠비 (전기열)
- 2002.09.01 농담 - 에피소드2 (헌수)
- 2002.12.15 최고의 향기 (이민석)
- 2003.01.26 공공의 적 (경수)
- 2003.07.06 나는 고백한다 (상우)
- 2003.07.20 별, 그것은 소쩍새가 낳은 알 (김태균)
- 2005.05.28 참치와 가자미 (박준영)
- 2007.06.23 암행어사,이몽룡 (이몽룡)
- 2008.03.01 청개구리 엄마 (정수)
- 2008.06.07 중독 (김동환)
- 2008.09.27 무간지옥을 꿈꾸며 (소진)
- 2009.02.21 소풍 (정훈)
- 2009.06.13 방심사(放心寺)로 가는 길 (법진 스님)
- 2010.01.09 바다로 간 열차 (승우)
- 2010.04.24 돌아온 봄 날 (성민)
- 2010.05.22 엄마의 햄스터 (수만)
- 2010.07.17 익숙한 곳에서 길 찾기 (김호진)
- 2010.09.04 시인학교 (요섭)
- 2011.03.26 꽃 피는 바다 (노석우)
- 2011.05.07 코끼리 (서형준)
- 2011.09.03 영이누나 (홍기)
- 2011.10.29 꽃진이 (이중우)
- 2011.12.24 나를 연애하게 하라 (김도경)
- 2012.01.21 삼촌 구하기 (이혁주)
- 2012.06.16 천사를 보았다 (대국)
- 2014.12.13 말 못하는 남자 (김성필)

엄길청의 성공시대 (KBS 2라디오)
- 2005.08.01 ~ 2005.08.13 제47화 발명가 이한중의 인생 변속 기어 (이한중)
- 2006.07.31 ~ 2006.08.12 제73화 돈키호테 최종태, 사무실을 접수하다. (최종태)

특별기획 <이금희의 신화 오딧세이> (KBS 3라디오)
- 2010.11.09 북미 인디언 신화 <운츠의 성인식> (운츠 아버지)

특집기획 라디오 다큐멘터리 (KBS)
- 2011.10.03 개천절 4344돌 특별기획 <단군에 관한 한국인의 의식 조사> (타이틀 / 낭독)

다큐멘터리 역사를 찾아서 (KBS 1라디오)
- 2013년 ~  2014.09.28 (세종대왕)

특별기획 <강원도 문학기행> 3부작 (KBS 1라디오)
- 2013.05.29 제1편 메밀밭에서 피어난 토속문학, 봉평 이효석 문학관 (낭독)
- 2013.05.30 제2편 동백꽃 피는 실계마을 춘천 김유정 문학촌 (낭독)
- 2013.05.31 제3편 한국문학의 최고봉 토지의 완성, 원주 박경리 문학공원 (낭독)

#### EBS
라디오 문학관 (EBS FM)
- 2003.09.04 ~ 2003.09.06 우리 소설 100선 - 유진오 <김강사와 T교수> (해설)
- 2003.09.15 ~ 2003.09.20 우리 소설 100선 - 선우휘 <불꽃> (해설)
- 2003.11.10 ~ 2003.11.13 우리 소설 100선 - 장용학 <요한시집> (해설)

라디오 소설 (EBS FM)
- 2012.10.22 ~ 2012.11.16 박태원 <천변풍경> (해설 외)

라디오 인물 열전 (EBS FM)
- 2014.03.13 ~ 2014.08.22 (해설)

#### TBS
창립 20주년 특별기획 다큐 드라마 <서울 600년을 걷다> (TBS)
- 2010.11.03 ~ 2010.12.03 제9화 <최명길> (최명길)

입체낭독 라디오 문학관 (TBS)
- 2008.06.23 ~ 2008.06.27 김동인 <발가락이 닮았다> (D)

#### 그 외
- 가을동화 - 윤준서
- 그 해 여름 - 현목
- 내 마음의 보석상자
- 어린 왕자 - 나
- 천애 - 인서
- 홍어

### 게임
- 건담전기(PS2) - 샤아 아즈나블
- 더 워킹 데드 시즌1 - 허셜 그린
- 레이디안 - 심연 속으로 - 에스타드
- 마그나카르타 (비디오 게임) PC판 - 칼린츠 제르비난
- 사이퍼즈 -티엔 정
- 세븐나이츠 - 루디
- 신비의 세계 앨하자드 -마코토
- 진 삼국무쌍(PS2) - 유비
- 진삼국무쌍 언리쉬드 - 유비
- 창세기전3 - 버몬트
- 천랑열전 - 결마로
- 천애명월도 - 연남비
- 포토제닉 - 사와타리 세이신

### 예고
- 범퍼킹 재퍼(SBS)

### 방송
- 황금어장(MBC)
- 굿모닝 대한민국(KBS)

### 한국영화
- 까불지마 - 기장 역(배우로 출연)

### TV광고
- 공익광고협의회 (제대로 찍으셔야죠)
- 남양유업 (스텝엄선 프리미엄)
- 버거킹 (와퍼)
- 오비맥주 (카스맥주)
- 르노삼성자동차 (SM5)
- 한국GM (라세티)
- 윤선생
- LG유플러스
- SK텔레콤 (스피드 011)
- LG전자 (엑스캔버스)
- SK에너지 (엔크린보너스카드)
- 한미약품 (메디락베베)
- 농심켈로그 (콘푸로스트) - 토니
- 이수건설 (브라운스톤)
- 혼다코리아 (어코드)
- 현대하이카다이렉트 (하이카다이렉트) - 하이디
- CJ헬로비전 (드림라인)
- LG생활건강 (죽염치약)

### 기타
- 대명리조트 (대명콘도) - 내레이션
- 드림넷 (대우자동차) - 내레이션

## 같이 보기
- 한국방송 성우극회